# Пановецька друкарня
Панове́цька друка́рня — найдавніша на Поділлі друкарня.
Діяла в селі Панівці нинішнього Кам'янець-Подільського району на території замку у 1608—1611 роках. Власником села тоді був шляхтич-кальвініст, Ян Потоцький. У 1611 через смерть Яна Потоцького була закрита, перенесена до Баранова.
Упродовж 1608–1611 надруковано 7 книг (2 латинською та 5 польською мовами) — перекладні та оригінальні твори протестантського напряму. Автором більшості текстів видань друкарні був ректор місцевої школи Й. Зигровіус.
Управитель — Лаврін (Вавжинець) Малахович, друкар з Вільна, якого запросили до Панівців на плату 4 тисячі злотих щорічно.